# Alois Gölles

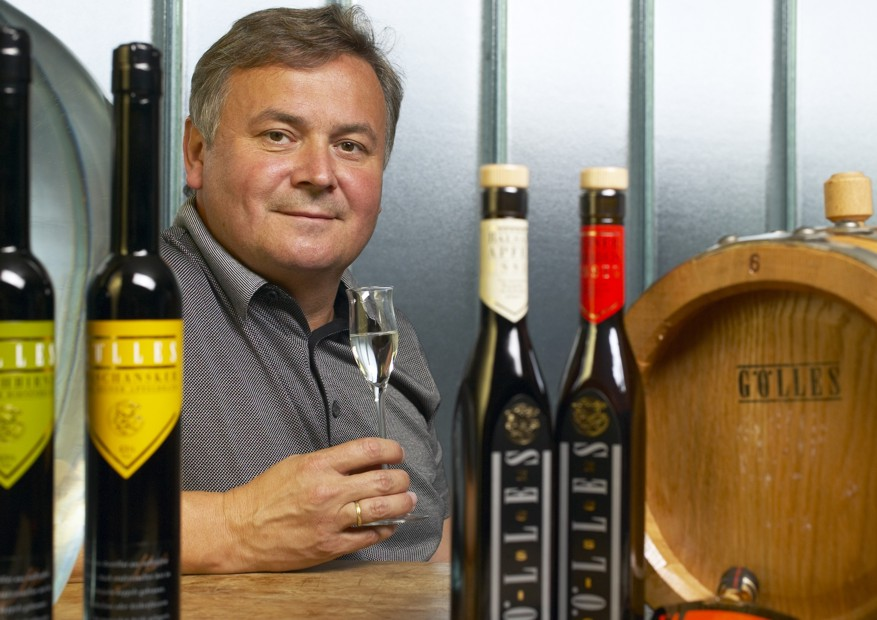
Alois Gölles

Alois Gölles (* 29. März 1960 in Feldbach) ist ein österreichischer Destillateur und Essigerzeuger in Riegersburg/Steiermark.

## Leben
Nach dem Erwerb von Kenntnissen in der Genussmittelerzeugung durch eine Ausbildung an der Höheren Bundeslehranstalt für Wein- und Obstbau in Klosterneuburg, begann Gölles im Jahr 1979 mit der Veredelung von Obst, vorwiegend aus den eigenen Gärten. Das Obstgut der Familie Gölles besaß seit Generationen das Recht zum Betreiben einer Abfindungsbrennerei. 1979 wurde dieses von ihm wiederbelebt und er legte damit den Grundstein für das Unternehmen. Im Jahre 1984 begann er mit der Erzeugung von Frucht-Essigen. 1996 wurde eine Manufaktur zur Erzeugung von Essigen, die direkt aus der namensgebenden Frucht gewonnen werden, errichtet. 1999 wurde die Manufaktur um einen Lagerkeller erweitert, der mittlerweile über 1200 gebrauchte Eichenfässer fasst. Damit steht in Stang bei Riegersburg einer der größten Barriquekeller Österreichs.

## Steirischer Lucullus
Der von Alois Gölles im Jahr 2001 gestiftete „Steirische Lucullus“ war Österreichs erster Kulinarikpreis und wurde im Jahr 2006 letztmals vergeben.

## Auszeichnungen
- 1986–2013: Auszeichnungen und Medaillen bei internationalen Prämierungen und Verkostungen
- 2011: Schnapsbrenner des Jahres (Vinaria Magazin 2011)
- 2012: Top of Styria in der Kategorie „Lebenswerk“; Wirtschaftskammer Steiermark[4]
- Im Jahr 2017 wurde die Manufaktur Gölles in Zusammenarbeit mit der astrimage FILMproduktion für die Arbeit an der neuen Erlebnistour mit der Kreativwirtschaftsgeschichte 2017 ausgezeichnet.[5]
- 2017 Schnaps des Jahres bei Vinaria: Saubirne
- 2018 Best Austrian London Dry Gin - World Gin Awards[6]
- 2018 Schnaps des Jahres bei Vinaria: alte Herzkirsche
- 2020 GENUSS Essig Award - Höchstwertung Himbeeressig[7]
- 2022 Schnaps des Jahres bei Vinaria: Williams XA[8]
- 2025 Großes Ehrenzeichen des Landes Steiermark[9]

## Publikationen
- Alois Gölles: Das neue Essigbrevier – Ein Handbuch für mehr Genuss mit edelsaurer Würze. Gölles GmbH, 2008, ISBN 978-3-200-01218-9
- Alois Gölles: Edelbrände – Erzeugung, Beurteilung, Verkostung. Leopold Stocker Verlag 1998, ISBN 978-3-7020-0820-8
- Alois Gölles, Karl Holzapfel, Valentin Latschen, Hans Reisetbauer: Quinta Essentia – Das Buch vom Edelbrand, Gölles GmbH 2010, ISBN 978-3-200-01565-4
- Alois Gölles, David Gölles: Gin, Bitter, Wermut - Botanicals, Herstellung, Genuss, Leopold Stocker Verlag 2018, ISBN 978-3-7020-1764-4
- Alois Gölles: Graf Dracula zu Riegersburg - Vampiristische Inspirationen aus der Steiermark, ISBN 978-3-200-06451-5